# La galleria dei cuori infranti
La galleria dei cuori infranti (The Broken Hearts Gallery) è un film del 2020 diretto da Natalie Krinsky al suo esordio alla regia.

## Trama
Dopo una dolorosa rottura con il fidanzato, la newyorchese Lucy Gulliver decide di aprire una galleria d'arte in cui i visitatori potranno lasciare dei ricordi delle loro relazioni finite male. Così facendo, Lucy finisce per trovare l'amore.

## Produzione

### Sviluppo
Nel maggio del 2019 fu annunciato che Geraldine Viswanathan, Dacre Montgomery e Utkarsh Ambudkar avrebbero recitato nel film The Broken Heart Gallery, scritto e diretto dall'esordiente Natalie Kirnsky. Selena Gomez ha prodotto il film con la sua compagnia July Moon Productions. Nel settembre dello stesso anno si unirono al cast anche Molly Gordon, Suki Waterhouse, Phillipa Soo, Arturo Castro e Bernadette Peters.

### Riprese
Le riprese del film si sono svolte tra Toronto e New York dal luglio all'agosto del 2019.

## Distribuzione
Nel giugno del 2020 TriStar Pictures e Stage 6 Films acquistarono i diritti di distribuzione del film per l'uscita nelle sale cinematografiche stabilita per il 10 luglio. Successivamente l'esordio del film fu posticipato al 17 luglio e poi al 7 agosto a causa della pandemia di COVID-19. Infine, il film debuttò nelle sale statunitensi l'11 settembre del 2020. In Italia, il film è stato distribuito unicamente sulle principali piattaforme streaming a noleggio a dicembre 2020.

## Accoglienza
Il film si è rivelato un fiasco al botteghino, incassando 4,8 milioni di dollari a fronte di un budget di otto milioni di dollari.
Nonostante i bassi profitti, La galleria dei cuori infranti è stato accolto positivamente dalla critica. Sull'aggregatore di recensioni Rotten Tomatoes ottiene il 79% di recensioni positive con un punteggio di 6,6 su 10 basato su 109 recensioni. Metacritic registra un punteggio di 57 su 100 basato su 21 recensioni.